# جيرزي ريبيكي
جيرزي ريبيكي (بالبولندية: Jerzy Rybicki)‏ (مواليد 6 يونيو 1953) هو ملاكم بولندي، مثّل بلاده في الألعاب الأولمبية الصيفية في دورتي 1976 و1980.

## روابط خارجية
جيرزي ريبيكي على موقع أوليمبيديا (الإنجليزية)
- جيرزي ريبيكي على موقع اللجنة الأولمبية البولندية (مؤرشف) (البولندية)